# Ruhr-Park
Ruhr-Park er Tysklands største indkøbscenter. Det er placeret ved Bochum i delstaten Nordrhein-Westfalen. Da det åbnede i 1964 var det kun det andet indkøbscenter i det daværende Vesttyskland og på ca. 24.000 m².
Ruhr-Park indeholder 119 butikker, har 7.500 parkeringspladser, beskæftiger ca. 3.000 mennesker, har 18 millioner besøgende årligt og omsætter for ca. 350 millioner euro årligt.
51°29′42″N 7°16′52″Ø / 51.49500°N 7.28111°Ø